# Troy Baker
Troy Edward Baker (* 1. dubna 1976 Dallas, Texas) je americký zpěvák, herec a dabér, který svůj hlas propůjčil více než 30 postavám ve videohrách.

## Životopis
Troy byl znám jako vedoucí zpěvák a kytarista indie rockové kapely Tripp Fontaine. Spolu s kapelou založil v roce 2003 rádio Burning Out, díky němuž je známo jejich debutové album Random Thoughts On A Paper Napkin.
Troy Baker dosud[kdy?] skládá a nahrává, spolupracuje např. s Kevinem Maxem, Brianem Fosterem Kanem atd. Svůj hlas propůjčil do nepřeberného množství herních titulů, jako jsou Brothers In Arms, Red Faction: Guerrilla, Call of Duty: Modern Warfare 2, Final Fantasy XIII, Transformers: War of Cybernetion, Call of Duty: Black Ops či Mafia II. Fanoušci animovaných filmů ho mohou slyšet i v seriálech Naruto, Trinity Blood, Full Metal Alchemist a Soul Eater.

## Postavy
- Age of Conan: Hyborian Adventures – Conan
- BioShock Infinite – Booker DeWitt
- BloodRayne 2 – Severin, Kagan
- Brothers in Arms: Road to Hill 30 – Sgt. Matt Baker
- Call of Duty: Black Ops – Terrance Brooks
- Call of Duty: Modern Warfare 2 – Civilista
- Crimson Gem Saga – Killian
- Cross Edge – Troy
- Darksiders – Abaddon, Straga, Tormented Gate
- Death Stranding – Higgs Monaghan
- Death Stranding 2: On the Beach - Higgs Monaghan
- Final Fantasy XIII – Snow Villiers
- FlatOut 2 – hlavní postava
- Fortnite – Agent Jones
- Ghostbusters: The Video Game – Slimer a hlas civilisty
- Golden Axe: Beast Rider – Axe
- Guild Wars 2 – Logan Thackeray
- Guilty Gear 2: Overtur – Sol Badguy
- Guitar Hero: World Tour – Kytarista
- Hexyz Force – Axel Faulken von Rosenbaum
- The Last of Us – Joel
- Lunar: Silver Star Harmony – Ghaleon
- Mafia II – Civilista
- Mana Khemia 2: Fall of Alchemy – Yun
- Mass Effect 3 – Kai Leng
- Metal Gear Solid: Peace Walker – Voják
- Mortal Kombat X – Shinnok, Erron Black
- Naruto: Clash of Ninja – Yamato
- Naruto Shippuden: Ninja Destiny 2 – Yamato
- Naruto: Ultimate Ninja – Yamato, Pain
- Naruto Shippuden: Ultimate Ninja Storm 2 – Yamato, Pain
- Prototype – Voják
- Quantum Theory – Shiro, Zolf
- Red Faction: Guerrilla – Alec Mason
- Resident Evil: The Darkside Chronicles – Civilista
- Resistance 2 – Maj. Richard Blake
- Sengoku Basara: Samurai Heroes – Mitsunari Ishida
- Shin Megami Tensei: Persona 4 – Kanji Tatsumi
- Singularity – Kapitán Renko, Civilista
- Sonic the Hedgehog – Espio
- Star Wars: The Clone Wars – Republic Heroes – Kul Teska
- Space Siege – Seth Walker
- Tales of Vesperia – Yuri Lowell
- Tales from the borderlands – Rhys
- The Last Remnant – Civilista
- Transformers: War for Cybertron – Jetfire, Zeta Prime
- Trauma Center: New Blood – Dr. Markus Vaughn
- Trinity Universe – Suzaku
- Valkyria Chronicles II – Dirk Gassenarl
- White Knight Chronicles – Civilista
- World of Warcraft: Warlords of Draenor – Gul'dan
- Indiana Jones and The Great Circle – Indiana Jones
- Infamous Second Son – Delsin Rowe
- Far Cry 4 – Pagan Min
- Batman: Arkham City – Two-Face, Robin
- Batman: Arkham Origins – Joker
- Batman: Assault on Arkham – Joker
- Batman: Arkham Knight – Jason Todd
- Metal Gear Solid V: The Phantom Pain – Revolver Ocelot
- Middle-Earth: Shadow of Mordor – Tallion
- Uncharted 4: A Thief's End – Samuel Drake
- Uncharted: Lost Legacy – Samuel Drake